# Laurel et Hardy électriciens
Pour plus de détails, voir Fiche technique et Distribution.
Laurel et Hardy électriciens (Tit for Tat) est une comédie du cinéma américain de Charley Rogers mettant en scène Laurel et Hardy, sortie en 1935.

## Fiche technique
- Titre original : Tit for Tat
- Titre français : Laurel et Hardy électriciens
- Autre titre français : Les deux électriciens
- Réalisation : Charley Rogers
- Photographie : Art Lloyd
- Montage : Bert Jordan
- Ingénieur du son : William M. Randall Jr.
- Producteur : Hal Roach
- Société de production : Hal Roach Studios
- Société de distribution : Metro-Goldwyn-Mayer
- Pays d’origine :  États-Unis
- Langue : anglais
- Format : Noir et blanc - 35 mm - 1,37:1  -  sonore
- Genre : comédie burlesque
- Longueur : deux bobines
- Durée : 19 minutes
- Date de sortie : 
  - États-Unis : 5 janvier 1935

## Distribution
Source principale de la distribution :
- Stan Laurel (VF : Franck O'Neill) : Stan
- Oliver Hardy (VF : Howard Vernon) : Ollie
- Mae Busch : Mrs. Hall, l'épouse de l'épicier
- Charlie Hall : Mr. Hall, l'épicier

Reste de la distribution non créditée :
- Baldwin Cooke : un client
- Bobby Dunn : un client
- Jack Hill : le passant
- James C. Morton : le policier
- Viola Richard : la passante